# Lasse Lührs
Lasse Lührs (Potsdam, 16 de mayo de 1996) es un deportista alemán que compite en triatlón.
Participó en los Juegos Olímpicos de París 2024, obteniendo una medalla de oro en la prueba de relevo mixto.
Ganó una medalla de oro en el Campeonato Mundial por Relevos Mixtos de 2024 y una medalla de plata en el Campeonato Europeo de Triatlón de 2021, ambas en la prueba de relevo mixto.

## Palmarés internacional
| Juegos Olímpicos                      | Juegos Olímpicos    | Juegos Olímpicos | Juegos Olímpicos |
| Año                                   | Lugar               | Medalla          | Prueba           |
| ------------------------------------- | ------------------- | ---------------- | ---------------- |
| 2024                                  | París (Francia)     | Medalla de oro   | Relevo mixto     |
| Campeonato Mundial por Relevos Mixtos |                     |                  |                  |
| Año                                   | Lugar               | Medalla          | Prueba           |
| 2024                                  | Hamburgo (Alemania) | Medalla de oro   | Relevo mixto     |
| Campeonato Europeo                    |                     |                  |                  |
| Año                                   | Lugar               | Medalla          | Prueba           |
| 2021                                  | Kitzbühel (Austria) | Medalla de plata | Relevo mixto     |